# 수원과학대학교
수원과학대학교(水原科學大學校, Suwon Science College)는 대한민국 경기도 화성시에 소재한 사립 전문대학이다.

## 연혁
1977년 12월 3일, 학교법인 고운학원의 이종욱에 의하여 수원공업전문학교가 설립되어 이듬해 3월 1일 와우리에서 개교하였다. 1979년 1월 1일, 수원공업전문대학으로 개편되었다. 1989년 10월 31일, 수원전문대학으로 교명을 변경하였다. 1993년 12월 15일, 현재의 캠퍼스 소재지인 보통리 일원으로 교사를 이전한다. 1998년 6월 8일, 수원과학대학으로 교명을 변경하였다. 2012년 1월 20일, 수원과학대학교로 교명을 변경하고 현재에 이른다.

## 교육편제
수원과학대학교는 휴먼케어학부, 융합디자인학부, 융합테크놀로지학부, 융합IT학부, 공공인재·경영학부, 서비스컬쳐학부, 미래융합학부 등 7개 학부를 설치하고 하위로 33개 학과를 설치하여 전문학사 학위 과정을 교수하고 있다.

## 연례행사

### 비마종합축제
비마종합축제는 수원과학대학교의 축제이다. 5월경 개최된다.

## 캠퍼스 풍경
수원과학대학교는 경기도의 사립 전문대학으로써, 보통리에 캠퍼스가 소재한다. 캠퍼스 내 약 9동의 건축물의 위치한다. 캠퍼스 서부의 수직 방향으로 난 세자로를 통하여 접근이 가능하다. 세자로 인근에 기반 시설이 형성되어 있다.

## 같이 보기
- 수원대학교